# Lista posiadaczy World Tag Team Championship (od 2002)
World Tag Team Championship jest światowym tytułem mistrzowskim dywizji tag team profesjonalnego wrestlingu w federacji WWE w brandzie Raw.
WWE Tag Team Championship jest trzecim światowym tytułem tag team i siódmym ogólnie wprowadzonym tytułem tag team. Po tym, jak WWE kupiło Extreme Championship Wrestling (ECW) i World Championship Wrestling (WCW), a także wycofało WCW Tag Team Championship, podzieliło roster na dwa brandy: Raw i SmackDown. W rezultacie, oryginalne World Tag Team Championship było ekskluzywne dla brandu Raw, pozostawiając SmackDown bez tytułu tag team. W październiku 2002 federacja wprowadziła tytuły WWE Tag Team Championship dla zawodników brandu SmackDown.
W 2007 WWE ogłosiło, że tytuł będzie broniony przez zawodników brandów SmackDown i ECW. W 2009 tytuł został zunifikowany z World Tag Team Championship, gdzie na WrestleManii XXV Carlito i Primo zdobyli obydwa mistrzostwa, przez co nazwa została zmieniona na „Unified WWE Tag Team Championship”. W sierpniu 2010 World Tag Team Championship zostało oficjalnie wycofane na rzecz kontynuacji żywota WWE Tag Team Championship. W 2016 powrócił podział WWE na brandy, a tytuły stały się własnością zawodników brandu Raw. Tuż po tym zabiegu dla zawodników brandu SmackDown zaprezentowano WWE SmackDown Tag Team Championship.
Pierwszymi mistrzami byli Chris Benoit i Kurt Angle, którzy wygrali tytuły w finale turnieju w październiku 2002.
Oficjalnie było 73 drużyn (w tym 103 indywidualnych wrestlerów), które zdobyło tytuły. Rekordzistami pod względem liczby panowań są Cesaro i Sheamus oraz The New Day (Kofi Kingston i Xavier Woods), którzy sięgnęli po World Tag Team Championship czterokrotnie. Kingston oraz Seth Rollins są rekordzistami indywidualnymi – zdobywali mistrzostwo sześć razy. The New Day posiadali tytuł rekordowe 483 dni, zaś członek New Day Kofi Kingston posiadał tytuł łącznie 912 dni. John Cena i The Miz mieli najkrótsze panowanie, które trwało 9 minut – The Corre zażądało od razu rewanżu i odzyskało tytuły. Nicholas jest najmłodszym mistrzem, który zdobył tytuł w wieku 10 lat, podczas gdy R-Truth jest najstarszym – w wieku 52 lat.
Obecnymi mistrzami są The Judgment Day (Finn Bálor i JD McDonagh), którzy są w swoim drugim panowaniu jako drużyna, podczas gdy indywidualnie jest to czwarte panowanie dla Bálora i drugie dla McDonagha, a to jest czwarte ogólne panowanie dla stajni The Judgment Day. Pokonali poprzednich mistrzów The New Day (Kofiego Kingstona i Xaviera Woodsa) na odcinku Raw, 30 czerwca 2025.

## Historia tytułu

### Nazwy
| Nazwa                                | Lata                                   |
| ------------------------------------ | -------------------------------------- |
| WWE Tag Team Championship            | 20 października 2002 – 5 kwietnia 2009 |
| Unified WWE Tag Team Championship    | 5 kwietnia 2009 – 16 sierpnia 2010     |
| WWE Tag Team Championship            | 16 sierpnia 2010 – 5 września 2016     |
| WWE Raw Tag Team Championship        | 5 września 2016 – 15 kwietnia 2024     |
| Undisputed WWE Tag Team Championship | 20 maja 2022 – 6 kwietnia 2024         |
| World Tag Team Championship          | od 15 kwietnia 2024                    |

### Panowania
Na stan z 31 lipca 2025
| Nr        | Ogólny numer panowania                                                     |
| Panowanie | Liczba panowań konkretnego mistrza                                         |
| Dni       | Liczba dni panowania                                                       |
| Dni roz.  | Dni panowania, które są uznawane przez federację na jej oficjalnej stronie |
| <1        | Oznacza, że panowanie trwało mniej niż jeden dzień                         |
| +         | Oznacza, że liczba dni w posiadaniu wzrasta z kolejnym dniem               |

| Nr               | Mistrzowie                                                      | Zmiana mistrza            | Zmiana mistrza                | Zmiana mistrza           | Statystyki panowania | Statystyki panowania | Statystyki panowania | Notka | Odn.          |
| Nr               | Mistrzowie                                                      | Data                      | Gala                          | Miejsce                  | Panowanie            | Dni                  | Dni roz.             | Notka | Odn.          |
| ---------------- | --------------------------------------------------------------- | ------------------------- | ----------------------------- | ------------------------ | -------------------- | -------------------- | -------------------- | --- | ------------- |
| WWE: SmackDown   |                                                                 |                           |                               |                          |                      |                      |                      | |               |
| 1                | Chris Benoit i Kurt Angle                                       | 20 października 2002(dts) | No Mercy                      | Little Rock, AR          | 1                    | 16                   | 17                   | Pokonali Edge’a i Reya Mysterio w finale turnieju stając się inauguracyjnymi mistrzami. | [ 5 ]         |
| 2                | Edge i Rey Mysterio                                             | 5 listopada 2002(dts)     | SmackDown!                    | Manchester, NH           | 1                    | 12                   | 9                    | Był to Two out of three falls match. Wyemitowano 7 listopada 2002. | [ 6 ]         |
| 3                | Los Guerreros (Chavo Guerrero i Eddie Guerrero)                 | 17 listopada 2002(dts)    | Survivor Series               | New York, NY             | 1                    | 79                   | 80                   | Był to Triple threat tag team elimination match, w którym brali również udział Kurt Angle i Chris Benoit. | [ 7 ]         |
| 4                | Team Angle (Charlie Haas i Shelton Benjamin)                    | 4 lutego 2003(dts)        | SmackDown!                    | Filadelfia, PA           | 1                    | 103                  | 100                  | Wyemitowano 6 lutego 2003. | [ 9 ]         |
| 5                | Eddie Guerrero i Tajiri                                         | 18 maja 2003(dts)         | Judgment Day                  | Charlotte, NC            | 1 (2, 1)             | 44                   | 45                   | Był to Ladder match. Tajiri zastąpił kontuzjowanego Chavo Guerrero. | [ 10 ]        |
| 6                | The World’s Greatest Tag Team (Charlie Haas i Shelton Benjamin) | 1 lipca 2003(dts)         | SmackDown!                    | Rochester, NY            | 2                    | 77                   | 78                   | Poprzednio znani jako Team Angle. Wyemitowano 3 lipca 2003. | [ 11 ]        |
| 7                | Los Guerreros (Chavo Guerrero i Eddie Guerrero)                 | 16 września 2003(dts)     | SmackDown!                    | Raleigh, NC              | 2 (2, 3)             | 35                   | 34                   | Wyemitowano 18 września 2003. | [ 12 ]        |
| 8                | The Basham Brothers (Danny Basham i Doug Basham)                | 21 października 2003(dts) | SmackDown!                    | Albany, NY               | 1                    | 105                  | 104                  | Wyemitowano 23 października 2003. | [ 13 ]        |
| 9                | Rikishi i Scotty 2 Hotty                                        | 3 lutego 2004(dts)        | SmackDown!                    | Cleveland, OH            | 1                    | 77                   | 76                   | Wyemitowano 5 lutego 2004. | [ 15 ]        |
| 10               | Charlie Haas i Rico                                             | 20 kwietnia 2004(dts)     | SmackDown!                    | Kelowna, BC, Kanada      | 1 (3, 1)             | 56                   | 55                   | Wyemitowano 22 kwietnia 2004. | [ 16 ]        |
| 11               | The Dudley Boyz (Bubba Ray Dudley i D-Von Dudley)               | 15 czerwca 2004(dts)      | SmackDown!                    | Rosemont, IL             | 1                    | 21                   | 20                   | Wyemitowano 17 czerwca 2004. | [ 17 ]        |
| 12               | Billy Kidman i Paul London                                      | 6 lipca 2004(dts)         | SmackDown!                    | Winnipeg, MB, Kanada     | 1                    | 63                   | 62                   | Wyemitowano 8 lipca 2004. | [ 18 ]        |
| 13               | Kenzo Suzuki i René Duprée                                      | 7 września 2004(dts)      | SmackDown!                    | Tulsa, OK                | 1                    | 91                   | 90                   | Wyemitowano 9 września 2004. | [ 19 ]        |
| 14               | Rey Mysterio i Rob Van Dam                                      | 7 grudnia 2004(dts)       | SmackDown!                    | Greenville, SC           | 1 (2, 1)             | 35                   | 34                   | Wyemitowano 9 grudnia 2004. | [ 20 ]        |
| 15               | The Basham Brothers (Danny Basham i Doug Basham)                | 11 stycznia 2005(dts)     | SmackDown!                    | Tampa, FL                | 2                    | 40                   | 37                   | Był to Fatal 4-way tag team elimination match, w którym brali również udział Mark Jindrak i Luther Reigns oraz Booker T i Eddie Guerrero. Wyemitowano 13 stycznia 2005 | [ 22 ]        |
| 16               | Eddie Guerrero i Rey Mysterio                                   | 20 lutego 2005(dts)       | No Way Out                    | Pittsburgh, PA           | 1 (4, 3)             | 57                   | 59                   | | [ 23 ]        |
| 17               | MNM (Joey Mercury i Johnny Nitro)                               | 18 kwietnia 2005(dts)     | SmackDown!                    | Nowy Jork, NY            | 1                    | 97                   | 94                   | Wyemitowano 21 kwietnia 2005. | [ 24 ]        |
| 18               | The Legion of Doom (Animal i Heidenreich)                       | 24 lipca 2005(dts)        | The Great American Bash       | Buffalo, NY              | 1                    | 93                   | 94                   | | [ 25 ]        |
| 19               | MNM (Joey Mercury i Johnny Nitro)                               | 25 października 2005(dts) | SmackDown!                    | Daly City, CA            | 2                    | 49                   | 48                   | Był to Fatal 4-way tag team match, w którym brali również udział The Mexicools (Super Crazy i Psicosis) oraz Paul Burchill i William Regal. Wyemitowano 28 października 2005. | [ 26 ]        |
| 20               | Batista i Rey Mysterio                                          | 13 grudnia 2005(dts)      | SmackDown!                    | Springfield, MA          | 1 (1, 4)             | 14                   | 13                   | Wyemitowano 16 grudnia 2005. | [ 27 ]        |
| 21               | MNM (Joey Mercury i Johnny Nitro)                               | 27 grudnia 2005(dts)      | SmackDown!                    | Uncasville, CT           | 3                    | 145                  | 141                  | Wyemitowano 30 grudnia 2005. | [ 28 ]        |
| 22               | Brian Kendrick i Paul London                                    | 21 maja 2006(dts)         | Judgment Day                  | Phoenix, AZ              | 1 (1, 2)             | 331                  | 333                  | | [ 29 ]        |
| 23               | Deuce ’n Domino                                                 | 17 kwietnia 2007(dts)     | SmackDown!                    | Mediolan, Włochy         | 1                    | 133                  | 132                  | Wyemitowano 20 kwietnia 2007. | [ 31 ]        |
| 24               | Matt Hardy i Montel Vontavious Porter                           | 28 sierpnia 2007(dts)     | SmackDown!                    | Albany, NY               | 1                    | 77                   | 76                   | Wyemitowano 31 sierpnia 2007. | [ 32 ]        |
| WWE: ECW         |                                                                 |                           |                               |                          |                      |                      |                      | |               |
| 25               | John Morrison i The Miz                                         | 13 listopada 2007(dts)    | SmackDown!                    | Wichita, KS              | 1 (4, 1)             | 250                  | 246                  | Tytuł mógł być broniony również w ECW. Wyemitowano 16 listopada 2007. John Morrison był wcześniej znany jako Johnny Nitro. | [ 33 ]        |
| WWE: SmackDown   |                                                                 |                           |                               |                          |                      |                      |                      | |               |
| 26               | Curt Hawkins i Zack Ryder                                       | 20 lipca 2008(dts)        | The Great American Bash       | Uniondale, NY            | 1                    | 63                   | 67                   | Był to Fatal 4-way tag team match, w którym brali również udział Jesse i Festus oraz Finlay i Hornswoggle. | [ 34 ]        |
| 27               | The Colóns (Carlito i Primo)                                    | 21 września 2008(dts)     | SmackDown                     | Columbus, OH             | 1                    | 280                  | 274                  | 5 kwietnia 2009 na WrestleManii XXV, The Colóns zunifikowali WWE Tag Team Championship z World Tag Team Championship. Tytuły pozostały niezależnie aktywne, ale broniły bronione razem jako Unified WWE Tag Team Championship. Wyemitowano 26 września 2008. | [ 35 ]        |
| WWE (niemarkowe) |                                                                 |                           |                               |                          |                      |                      |                      | |               |
| 28               | Chris Jericho i Edge                                            | 28 czerwca 2009(dts)      | The Bash                      | Sacramento, CA           | 1 (1, 2)             | 28                   | 27                   | Był to Triple threat tag team match, w którym brali również udział The Legacy (Cody Rhodes i Ted DiBiase). | [ 36 ]        |
| 29               | Jeri-Show (Big Show i Chris Jericho)                            | 26 lipca 2009(dts)        | Night of Champions            | Filadelfia, PA           | 1 (1, 2)             | 140                  | 139                  | Krótko po wygraniu tytułów, Edge odniósł kontuzję, która wymagała operacji i wymuszenia wakatu połowy tytułów. Jericho zachował tytuł i wybrał nowego partnera na Night of Champions – był nim Big Show. WWE uznaje to jako drugie panowanie Jericho. | [ 37 ] [ 38 ] |
| 30               | D-Generation X (Shawn Michaels i Triple H)                      | 13 grudnia 2009(dts)      | TLC: Tables, Ladders & Chairs | San Antonio, TX          | 1                    | 57                   | 56                   | Był to Tables, Ladders and Chairs match. | [ 39 ]        |
| 31               | ShoMiz (Big Show i The Miz)                                     | 8 lutego 2010(dts)        | Raw                           | Lafayette, LA            | 1 (2, 2)             | 77                   | 76                   | Był to Triple threat tag team match, w którym brali również udział The Straight Edge Society (CM Punk i Luke Gallows). | [ 40 ]        |
| 32               | The Hart Dynasty (David Hart Smith i Tyson Kidd)                | 26 kwietnia 2010(dts)     | Raw                           | Richmond, VA             | 1                    | 146                  | 145                  | World Tag Team Championship zostało dezaktywowane 16 sierpnia 2010, zmieniając z powrotem nazwę tytułu na WWE Tag Team Championship. | [ 41 ]        |
| 33               | Cody Rhodes i Drew McIntyre                                     | 19 września 2010(dts)     | Night of Champions            | Rosemont, IL             | 1                    | 35                   | 34                   | Był to Tag team turmoil match, w którym brali również udział The Usos (Jey Uso i Jimmy Uso), Santino Marella i Vladimir Kozlov oraz Evan Bourne i Mark Henry. | [ 42 ]        |
| 34               | The Nexus (David Otunga i John Cena)                            | 24 października 2010(dts) | Bragging Rights               | Minneapolis, MN          | 1                    | 1                    | <1                   | | [ 43 ]        |
| 35               | The Nexus (Heath Slater i Justin Gabriel)                       | 25 października 2010(dts) | Raw                           | Green Bay, WI            | 1                    | 42                   | 41                   | | [ 44 ]        |
| 36               | Santino Marella i Vladimir Kozlov                               | 6 grudnia 2010(dts)       | Raw                           | Louisville, KY           | 1                    | 76                   | 75                   | Był to Fatal 4-way tag team elimination match, w którym brali również udział Mark Henry i Yoshi Tatsu oraz The Usos (Jey Uso i Jimmy Uso). | [ 45 ]        |
| 37               | The Corre (Heath Slater i Justin Gabriel)                       | 20 lutego 2011(dts)       | Elimination Chamber           | Oakland, CA              | 2                    | 1                    | <1                   | | [ 46 ]        |
| 38               | John Cena i The Miz                                             | 21 lutego 2011(dts)       | Raw                           | Fresno, CA               | 1 (2, 3)             | <1                   | <1                   | | [ 47 ]        |
| 39               | The Corre (Heath Slater i Justin Gabriel)                       | 21 lutego 2011(dts)       | Raw                           | Fresno, CA               | 3                    | 57                   | 59                   | | [ 48 ]        |
| 40               | Big Show i Kane                                                 | 19 kwietnia 2011(dts)     | SmackDown                     | Londyn, Anglia           | 1 (3, 1)             | 34                   | 30                   | Wyemitowano 22 kwietnia 2011. | [ 49 ]        |
| 41               | The New Nexus (David Otunga i Michael McGillicutty)             | 23 maja 2011(dts)         | Raw                           | Portland, OR             | 1 (2, 1)             | 91                   | 90                   | Otunga i McGillicutty wygrali tytuły pod nazwą The New Nexus, lecz grupa się rozpadła podczas ich panowania. | [ 50 ]        |
| 42               | Air Boom (Evan Bourne i Kofi Kingston)                          | 22 sierpnia 2011(dts)     | Raw                           | Edmonton, AB, Kanada     | 1                    | 146                  | 145                  | 29 sierpnia 2011 zakończono pierwszy podział brandów. 1 listopada 2011, WWE zawiesiło Bourne’a na 30 dni. | [ 51 ]        |
| 43               | Primo i Epico                                                   | 15 stycznia 2012(dts)     | WWE Live                      | Oakland, CA              | 1 (2, 1)             | 106                  | 106                  | | [ 52 ]        |
| 44               | Kofi Kingston i R-Truth                                         | 30 kwietnia 2012(dts)     | Raw                           | Dayton, OH               | 1 (2, 1)             | 139                  | 138                  | | [ 53 ]        |
| 45               | Team Hell No (Daniel Bryan i Kane)                              | 16 września 2012(dts)     | Night of Champions            | Boston, MA               | 1 (1, 2)             | 245                  | 245                  | | [ 54 ]        |
| 46               | The Shield (Roman Reigns i Seth Rollins)                        | 19 maja 2013(dts)         | Extreme Rules                 | St. Louis, MO            | 1                    | 148                  | 148                  | Był to Tornado tag team match. | [ 55 ]        |
| 47               | Cody Rhodes i Goldust                                           | 14 października 2013(dts) | Raw                           | St. Louis, MO            | 1 (2, 1)             | 104                  | 103                  | Był to No Disqualification match. | [ 56 ]        |
| 48               | The New Age Outlaws (Billy Gunn i Road Dogg)                    | 26 stycznia 2014(dts)     | Royal Rumble Kickoff          | Pittsburgh, PA           | 1                    | 36                   | 36                   | | [ 57 ]        |
| 49               | The Usos (Jey Uso i Jimmy Uso)                                  | 3 marca 2014(dts)         | Raw                           | Rosemont, IL             | 1                    | 202                  | 201                  | | [ 58 ]        |
| 50               | Goldust i Stardust                                              | 21 września 2014(dts)     | Night of Champions            | Nashville, TN            | 2 (2, 3)             | 63                   | 63                   | Stardust był wcześniej znany jako Cody Rhodes. | [ 59 ]        |
| 51               | Damien Mizdow i The Miz                                         | 23 listopada 2014(dts)    | Survivor Series               | St. Louis, MO            | 1 (1, 4)             | 36                   | 36                   | Był to Fatal 4-way tag team match, w którym brali również udział Los Matadores (Diego i Fernando) oraz The Usos (Jey Uso i Jimmy Uso). | [ 60 ]        |
| 52               | The Usos (Jey Uso i Jimmy Uso)                                  | 29 grudnia 2014(dts)      | Raw                           | Waszyngton, D.C.         | 2                    | 55                   | 55                   | | [ 61 ]        |
| 53               | Cesaro i Tyson Kidd                                             | 22 lutego 2015(dts)       | Fastlane                      | Memphis, TN              | 1 (1, 2)             | 63                   | 62                   | | [ 62 ]        |
| 54               | The New Day (Big E, Kofi Kingston i Xavier Woods)               | 26 kwietnia 2015(dts)     | Extreme Rules                 | Rosemont, IL             | 1 (1, 3, 1)          | 49                   | 49                   | Big E i Kingston wygrali tytuły, lecz Woods również był uznawany za mistrza pod zasadą Freebird Rule. | [ 63 ] [ 64 ] |
| 55               | The Prime Time Players (Darren Young i Titus O’Neil)            | 14 czerwca 2015(dts)      | Money in the Bank             | Columbus, OH             | 1                    | 70                   | 69                   | Big E i Xavier Woods reprezentowali The New Day. | [ 65 ]        |
| 56               | The New Day (Big E, Kofi Kingston i Xavier Woods)               | 23 sierpnia 2015(dts)     | SummerSlam                    | Brooklyn, NY             | 2 (2, 4, 2)          | 483                  | 483                  | Był to Fatal 4-way tag team match, w którym brali również udział The Lucha Dragons (Kalisto i Sin Cara) oraz Los Matadores (Diego i Fernando). Big E i Kingston wygrali tytuły, lecz Woods również był uznawany za mistrza pod zasadą Freebird Rule. Po przywróceniu podziału WWE na brandy, tytuł przypisano do brandu Raw, po tym jak The New Day zostało przypisane do brandu Raw podczas draftu. Po wprowadzeniu WWE SmackDown Tag Team Championship, zmieniono nazwę tytułu na WWE Raw Tag Team Championship. | [ 66 ]        |
| WWE: Raw         |                                                                 |                           |                               |                          |                      |                      |                      | |               |
| 57               | Cesaro i Sheamus                                                | 18 grudnia 2016(dts)      | Roadblock: End of the Line    | Pittsburgh, PA           | 1 (2, 1)             | 42                   | 41                   | Big E i Xavier Woods reprezentowali The New Day. | [ 67 ]        |
| 58               | Luke Gallows i Karl Anderson                                    | 29 stycznia 2017(dts)     | Royal Rumble Kickoff          | San Antonio, TX          | 1                    | 63                   | 63                   | Do pojedynku przypisano dwóch sędziów. | [ 68 ]        |
| 59               | The Hardy Boyz (Jeff Hardy i Matt Hardy)                        | 2 kwietnia 2017(dts)      | WrestleMania 33               | Orlando, FL              | 1 (1, 2)             | 63                   | 63                   | Był to Fatal 4-way tag team ladder match, w którym brali również udział Enzo Amore i Big Cass oraz Cesaro i Sheamus. | [ 69 ]        |
| 60               | Cesaro i Sheamus                                                | 4 czerwca 2017(dts)       | Extreme Rules                 | Baltimore, MD            | 2 (3, 2)             | 77                   | 76                   | Był to Steel Cage match. | [ 70 ]        |
| 61               | Dean Ambrose i Seth Rollins                                     | 20 sierpnia 2017(dts)     | SummerSlam                    | Brooklyn, NY             | 1 (1, 2)             | 78                   | 78                   | | [ 71 ]        |
| 62               | Cesaro i Sheamus                                                | 6 listopada 2017(dts)     | Raw                           | Manchester, Anglia       | 3 (4, 3)             | 49                   | 49                   | | [ 72 ] [ 73 ] |
| 63               | Jason Jordan i Seth Rollins                                     | 25 grudnia 2017(dts)      | Raw                           | Rosemont, IL             | 1 (1, 3)             | 34                   | 33                   | | [ 74 ]        |
| 64               | Cesaro i Sheamus                                                | 28 stycznia 2018(dts)     | Royal Rumble                  | Filadelfia, PA           | 4 (5, 4)             | 70                   | 70                   | | [ 75 ]        |
| 65               | Braun Strowman i Nicholas                                       | 8 kwietnia 2018(dts)      | WrestleMania 34               | Nowy Orlean, LA          | 1                    | 1                    | <1                   | Strowman był zobowiązany znaleźć partnera do walki i wybrał Nicholasa, 10-letniego chłopca z publiczności. | [ 76 ]        |
| —                | Wakat                                                           | 9 kwietnia 2018(dts)      | Raw                           | Nowy Orlean, LA          | —                    | —                    | —                    | Braun Strowman i Nicholas zrezygnowali z tytułu ze względu na wiek Nicholasa. | [ 77 ]        |
| 66               | Bray Wyatt i Matt Hardy                                         | 27 kwietnia 2018(dts)     | Greatest Royal Rumble         | Dżudda, Arabia Saudyjska | 1 (1, 3)             | 79                   | 79                   | Pokonali Cesaro i Sheamusa w walce o zwakowany tytuł. | [ 78 ]        |
| 67               | The B-Team (Bo Dallas i Curtis Axel)                            | 15 lipca 2018(dts)        | Extreme Rules                 | Pittsburgh, PA           | 1 (1, 2)             | 50                   | 50                   | Curtis Axel był wcześniej znany jako Michael McGillicutty. | [ 79 ]        |
| 68               | Dolph Ziggler i Drew McIntyre                                   | 3 września 2018(dts)      | Raw                           | Columbus, OH             | 1 (1, 2)             | 49                   | 49                   | | [ 80 ]        |
| 69               | Dean Ambrose i Seth Rollins                                     | 22 października 2018(dts) | Raw                           | Providence, RI           | 2 (2, 4)             | 14                   | 14                   | | [ 81 ]        |
| 70               | AOP (Akam i Rezar)                                              | 5 listopada 2018(dts)     | Raw                           | Manchester, Anglia       | 1                    | 35                   | 34                   | Pokonali Setha Rollinsa w 2-on-1 Handicap matchu. | [ 82 ]        |
| 71               | Bobby Roode i Chad Gable                                        | 10 grudnia 2018(dts)      | Raw                           | San Diego, CA            | 1                    | 63                   | 63                   | Był to 2-on-3 Handicap match, gdzie po stronie AOP był też Drake Maverick. | [ 83 ]        |
| 72               | The Revival (Dash Wilder i Scott Dawson)                        | 11 lutego 2019(dts)       | Raw                           | Grand Rapids, MI         | 1                    | 55                   | 54                   | | [ 84 ]        |
| 73               | Curt Hawkins i Zack Ryder                                       | 7 kwietnia 2019(dts)      | WrestleMania 35 Kickoff       | East Rutherford, NJ      | 2                    | 64                   | 64                   | | [ 85 ]        |
| 74               | The Revival (Dash Wilder i Scott Dawson)                        | 10 czerwca 2019(dts)      | Raw                           | San Jose, CA             | 2                    | 49                   | 48                   | Był to Triple threat tag team match, w którym brali również udział The Usos (Jey Uso i Jimmy Uso). | [ 86 ]        |
| 75               | The O.C. (Luke Gallows i Karl Anderson)                         | 29 lipca 2019(dts)        | Raw                           | Little Rock, AR          | 2                    | 21                   | 21                   | Był to Triple threat tag team match, w którym brali również udział The Usos (Jey Uso i Jimmy Uso). | [ 87 ]        |
| 76               | Braun Strowman i Seth Rollins                                   | 19 sierpnia 2019(dts)     | Raw                           | St. Paul, MN             | 1 (2, 5)             | 27                   | 26                   | | [ 88 ]        |
| 77               | Dolph Ziggler i Robert Roode                                    | 15 września 2019(dts)     | Clash of Champions            | Charlotte, NC            | 1 (2, 2)             | 29                   | 29                   | Robert Roode był wcześniej znany jako Bobby Roode. | [ 89 ]        |
| 78               | The Viking Raiders (Erik i Ivar)                                | 14 października 2019(dts) | Raw                           | Denver, CO               | 1                    | 98                   | 98                   | | [ 90 ]        |
| 79               | Buddy Murphy i Seth Rollins                                     | 20 stycznia 2020(dts)     | Raw                           | Wichita, KS              | 1 (1, 6)             | 42                   | 41                   | 7 lutego 2020, pseudonim Buddy Murphy’ego został skrócony do Murphy. | [ 91 ]        |
| 80               | The Street Profits (Angelo Dawkins i Montez Ford)               | 2 marca 2020(dts)         | Raw                           | Brooklyn, NY             | 1                    | 224                  | 223                  | Był to Last Chance match. | [ 92 ]        |
| 81               | The New Day (Kofi Kingston i Xavier Woods)                      | 12 października 2020(dts) | Raw                           | Orlando, FL              | 3 (5, 3)             | 69                   | 69                   | Na skutek draftu ówcześni posiadacze SmackDown Tag Team Championship The New Day zostali przeniesieni na Raw, natomiast posiadacze Raw Tag Team Championship The Street Profits otrzymali transfer na SmackDown. Aby utrzymać oba tytuły na swoich brandach obie drużyny wymieniły się mistrzostwami. | [ 93 ]        |
| 82               | The Hurt Business (Cedric Alexander i Shelton Benjamin)         | 20 grudnia 2020(dts)      | TLC: Tables, Ladders & Chairs | St. Petersburg, FL       | 1 (1, 3)             | 85                   | 84                   | | [ 94 ]        |
| 83               | The New Day (Kofi Kingston i Xavier Woods)                      | 15 marca 2021(dts)        | Raw                           | St. Petersburg, FL       | 4 (6, 4)             | 26                   | 26                   | | [ 95 ]        |
| 84               | AJ Styles i Omos                                                | 10 kwietnia 2021(dts)     | WrestleMania 37 Noc 1         | Tampa, FL                | 1                    | 133                  | 132                  | | [ 96 ]        |
| 85               | RK-Bro (Randy Orton i Riddle)                                   | 21 sierpnia 2021(dts)     | SummerSlam                    | Paradise, NV             | 1                    | 142                  | 142                  | | [ 97 ]        |
| 86               | Alpha Academy (Chad Gable (2) i Otis)                           | 10 stycznia 2022(dts)     | Raw                           | Filadelfia, PA           | 1                    | 56                   | 56                   | | [ 98 ]        |
| 87               | RK-Bro (Randy Orton i Riddle)                                   | 7 marca 2022(dts)         | Raw                           | Cleveland, OH            | 2                    | 74                   | 74                   | Był to Triple threat tag team match, w którym brali również udział Seth "Freakin" Rollins i Kevin Owens. | [ 99 ]        |
| 88               | The Usos (Jey Uso i Jimmy Uso)                                  | 20 maja 2022(dts)         | SmackDown                     | Grand Rapids, MI         | 3                    | 316                  | 316                  | Był to Winners Take All match, gdzie SmackDown Tag Team Championship The Usos również był na szali. Następnie The Usos zostali uznanni za Undisputed WWE Tag Team Championów. Podczas tego panowania w styczniu 2023, Sami Zayn również obronił tytuł raz na miejscu Jimmy’ego, ale nie został uznany za mistrza. Oficjalna historia tytułów WWE błędnie podaje, że ich panowanie zakończyło się 2 kwietnia 2023 roku. | [ 100 ]       |
| 89               | Kevin Owens i Sami Zayn                                         | 1 kwietnia 2023(dts)      | WrestleMania 39 Noc 1         | Inglewood, CA            | 1                    | 154                  | 153                  | Ta walka była również o SmackDown Tag Team Championship The Usos. | [ 101 ]       |
| 90               | The Judgment Day (Finn Bálor i Damian Priest)                   | 2 września 2023(dts)      | Payback                       | Pittsburgh, PA           | 1                    | 35                   | 35                   | Był to Steel City Street Fight, który był również o SmackDown Tag Team Championship Kevina Owensa i Samiego Zayna. | [ 102 ]       |
| 91               | Cody Rhodes i Jey Uso                                           | 7 października 2023(dts)  | Fastlane                      | Indianapolis, IN         | 1 (4, 4)             | 9                    | 9                    | Ta walka była również o SmackDown Tag Team Championship The Judgment Day. | [ 103 ]       |
| 92               | The Judgment Day (Finn Bálor i Damian Priest)                   | 16 października 2023(dts) | Raw                           | Oklahoma City, OK        | 2                    | 173                  | 172                  | Ta walka była również o SmackDown Tag Team Championship Cody’ego Rhodesa i Jeya Uso. | [ 104 ]       |
| 93               | The Awesome Truth (The Miz i R-Truth)                           | 6 kwietnia 2024(dts)      | WrestleMania XL Noc 1         | Filadelfia, PA           | 1 (5, 2)             | 79                   | 79                   | Był to Six-Pack Tag Team Ladder match również o SmackDown Tag Team Championship, w którym brali również udział A-Town Down Under (Austin Theory i Grayson Waller), #DIY (Johnny Gargano i Tommaso Ciampa), The New Day (Kofi Kingston i Xavier Woods) oraz New Catch Republic (Pete Dunne i Tyler Bate). Obydwa zestawy tytułów zawieszono oddzielnie nad ringiem, a walka toczyła się aż do zdobycia obu zestawów tytułów. Theory i Waller wygrali SmackDown Tag Team Championship, podczas gdy R-Truth i The Miz zdobyli Raw Tag Team Championship. 15 kwietnia 2024 zmieniono nazwę pasów z Raw Tag Team Championship na World Tag Team Championship. | [ 105 ]       |
| 94               | The Judgement Day (Finn Bálor i JD McDonagh)                    | 24 czerwca 2024(dts)      | Raw                           | Indianapolis, IN         | 1 (3, 1)             | 175                  | 175                  | | [ 106 ]       |
| 95               | The War Raiders (Erik i Ivar)                                   | 16 grudnia 2024(dts)      | Raw                           | Boston, MA               | 2                    | 124                  | 123                  | Wcześniej znani jako The Viking Raiders. | [ 107 ]       |
| 96               | The New Day (Kofi Kingston i Xavier Woods)                      | 19 kwietnia 2025(dts)     | WrestleMania 41 Noc 1         | Paradise, NV             | 5 (7, 5)             | 72                   | 72                   | | [ 108 ]       |
| 97               | The Judgement Day (Finn Bálor i JD McDonagh)                    | 30 czerwca 2025(dts)      | Raw                           | Pittsburgh, PA           | 2 (4, 2)             | 31+                  | 31+                  | | [ 4 ]         |

## Łączna liczba posiadań

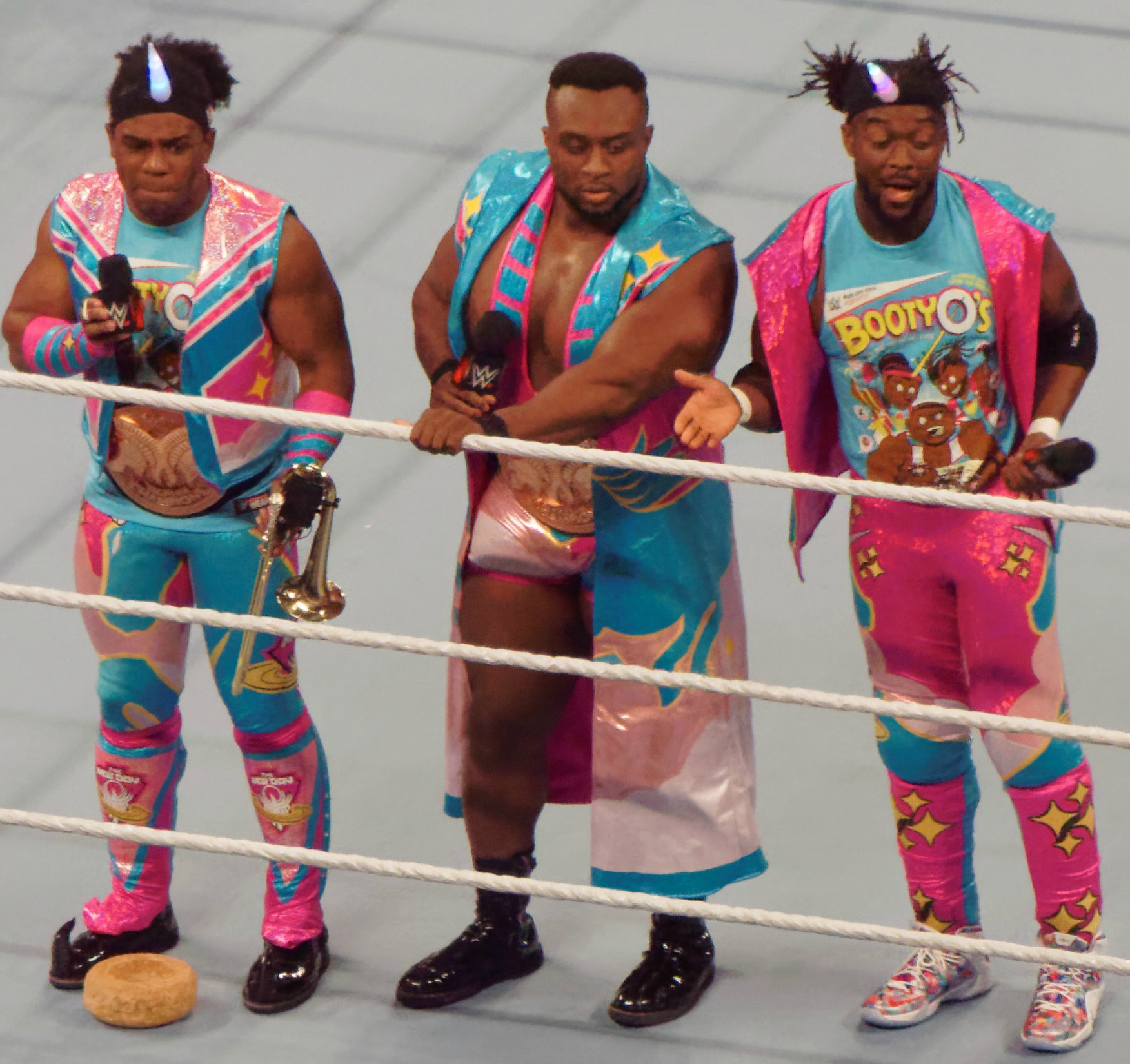
The New Day (Big E, Kofi Kingston i Xavier Woods) – najdłużej panujący mistrzowie

Na stan z 31 lipca 2025
| † | Oznacza obecnych mistrzów |

### Drużynowo
| Miejsce | Drużyna                                                                    | Liczba panowań | Łączna liczba dni | Łączna liczba dni według WWE |
| ------- | -------------------------------------------------------------------------- | -------------- | ----------------- | ---------------------------- |
| 1       | The Usos (Jey i Jimmy Uso)                                                 | 3              | 573               | 572                          |
| 2       | The New Day (Big E, Kofi Kingston i Xavier Woods)                          | 2              | 532               | 532                          |
| 3       | Paul London i Brian Kendrick                                               | 1              | 331               | 333                          |
| 4       | MNM (Joey Mercury i Johnny Nitro)                                          | 3              | 291               | 283                          |
| 5       | The Colóns (Carlito i Primo)                                               | 1              | 280               | 274                          |
| 6       | John Morrison i The Miz                                                    | 1              | 250               | 246                          |
| 7       | Team Hell No (Kane i Daniel Bryan)                                         | 1              | 245               | 245                          |
| 8       | The Bar (Cesaro i Sheamus)                                                 | 4              | 238               | 236                          |
| 9       | The Street Profits (Angelo Dawkins i Montez Ford)                          | 1              | 224               | 223                          |
| 10      | The Viking/War Raiders (Erik i Ivar)                                       | 2              | 222               | 221                          |
| 11      | RK-Bro (Randy Orton i Riddle)                                              | 2              | 216               | 216                          |
| 12      | The Judgment Day (Finn Bálor i Damian Priest)                              | 1              | 208               | 207                          |
| 13      | The Judgment Day (Finn Bálor i JD McDonagh) †                              | 2              | 206+              | 206+                         |
| 14      | Team Angle/The World’s Greatest Tag Team (Shelton Benjamin i Charlie Haas) | 2              | 180               | 176                          |
| 15      | The New Day (Kofi Kingston i Xavier Woods)                                 | 2              | 167               | 167                          |
| 15      | Gold and Stardust/Cody Rhodes i Goldust                                    | 2              | 167               | 166                          |
| 17      | Kevin Owens i Sami Zayn                                                    | 1              | 154               | 153                          |
| 18      | The Shield (Roman Reigns i Seth Rollins)                                   | 1              | 148               | 148                          |
| 19      | Air Boom (Evan Bourne i Kofi Kingston)                                     | 1              | 146               | 145                          |
| 19      | The Hart Dynasty (David Hart Smith i Tyson Kidd)                           | 1              | 146               | 145                          |
| 21      | The Basham Brothers (Danny Basham i Doug Basham)                           | 2              | 145               | 141                          |
| 22      | Jeri-Show (Chris Jericho i Big Show)                                       | 1              | 140               | 139                          |
| 23      | Kofi Kingston i R-Truth                                                    | 1              | 139               | 138                          |
| 24      | Deuce ’n Domino                                                            | 1              | 133               | 132                          |
| 24      | AJ Styles i Omos                                                           | 1              | 133               | 132                          |
| 26      | Curt Hawkins i Zack Ryder                                                  | 2              | 127               | 131                          |
| 27      | Los Guerreros (Eddie Guerrero i Chavo Guerrero)                            | 2              | 114               | 114                          |
| 28      | Primo i Epico                                                              | 1              | 106               | 106                          |
| 29      | The Revival (Dash Wilder i Scott Dawson)                                   | 2              | 104               | 103                          |
| 30      | The Nexus/The Corre (Heath Slater i Justin Gabriel)                        | 3              | 100               | 99                           |
| 31      | The Legion of Doom (Animal i Heidenreich)                                  | 1              | 93                | 94                           |
| 32      | Dean Ambrose i Seth Rollins                                                | 2              | 92                | 92                           |
| 33      | Kenzo Suzuki i René Duprée                                                 | 1              | 91                | 91                           |
| 33      | The New Nexus (David Otunga i Michael McGillicutty)                        | 1              | 91                | 90                           |
| 35      | The Hurt Business (Cedric Alexander i Shelton Benjamin)                    | 1              | 85                | 84                           |
| 36      | The O.C. (Luke Gallows i Karl Anderson)                                    | 2              | 84                | 84                           |
| 37      | The Awesome Truth (The Miz i R-Truth)                                      | 1              | 79                | 79                           |
| 37      | Matt Hardy i Bray Wyatt                                                    | 1              | 79                | 79                           |
| 39      | Montel Vontavious Porter i Matt Hardy                                      | 1              | 77                | 76                           |
| 39      | Rikishi i Scotty 2 Hotty                                                   | 1              | 77                | 76                           |
| 39      | ShoMiz (Big Show i The Miz)                                                | 1              | 77                | 76                           |
| 42      | Santino Marella i Vladimir Kozlov                                          | 1              | 76                | 75                           |
| 43      | The Prime Time Players (Darren Young i Titus O’Neil)                       | 1              | 70                | 69                           |
| 44      | Billy Kidman i Paul London                                                 | 1              | 63                | 62                           |
| 44      | Bobby Roode i Chad Gable                                                   | 1              | 63                | 63                           |
| 44      | The Hardy Boyz (Jeff Hardy i Matt Hardy)                                   | 1              | 63                | 63                           |
| 44      | Tyson Kidd i Cesaro                                                        | 1              | 63                | 62                           |
| 48      | D-Generation X (Triple H i Shawn Michaels)                                 | 1              | 57                | 56                           |
| 48      | Eddie Guerrero i Rey Mysterio                                              | 1              | 57                | 59                           |
| 50      | Alpha Academy (Chad Gable i Otis)                                          | 1              | 56                | 56                           |
| 50      | Charlie Haas i Rico                                                        | 1              | 56                | 55                           |
| 52      | The B-Team (Bo Dallas i Curtis Axel)                                       | 1              | 50                | 50                           |
| 53      | Dolph Ziggler i Drew McIntyre                                              | 1              | 49                | 49                           |
| 54      | Eddie Guerrero i Tajiri                                                    | 1              | 44                | 45                           |
| 55      | Buddy Murphy i Seth Rollins                                                | 1              | 42                | 41                           |
| 56      | The Miz i Damien Mizdow                                                    | 1              | 36                | 37                           |
| 56      | The New Age Outlaws (Road Dogg i Billy Gunn)                               | 1              | 36                | 37                           |
| 58      | AOP (Akam i Rezar)                                                         | 1              | 35                | 34                           |
| 58      | Cody Rhodes i Drew McIntyre                                                | 1              | 35                | 34                           |
| 58      | Rey Mysterio i Rob Van Dam                                                 | 1              | 35                | 34                           |
| 61      | Jason Jordan i Seth Rollins                                                | 1              | 34                | 34                           |
| 61      | Big Show i Kane                                                            | 1              | 34                | 30                           |
| 63      | Dolph Ziggler i Robert Roode                                               | 1              | 29                | 29                           |
| 64      | Edge i Chris Jericho                                                       | 1              | 28                | 27                           |
| 65      | Braun Strowman i Seth Rollins                                              | 1              | 27                | 26                           |
| 66      | The Dudley Boyz (Bubba Ray Dudley i D-Von Dudley)                          | 1              | 21                | 21                           |
| 67      | Kurt Angle i Chris Benoit                                                  | 1              | 16                | 17                           |
| 68      | Batista i Rey Mysterio                                                     | 1              | 14                | 13                           |
| 69      | Edge i Rey Mysterio                                                        | 1              | 12                | 9                            |
| 70      | Cody Rhodes i Jey Uso                                                      | 1              | 9                 | 9                            |
| 71      | Braun Strowman i Nicholas                                                  | 1              | 1                 | <1                           |
| 71      | The Nexus (John Cena i David Otunga)                                       | 1              | 1                 | <1                           |
| 73      | John Cena i The Miz                                                        | 1              | <1                | <1                           |

### Indywidualnie

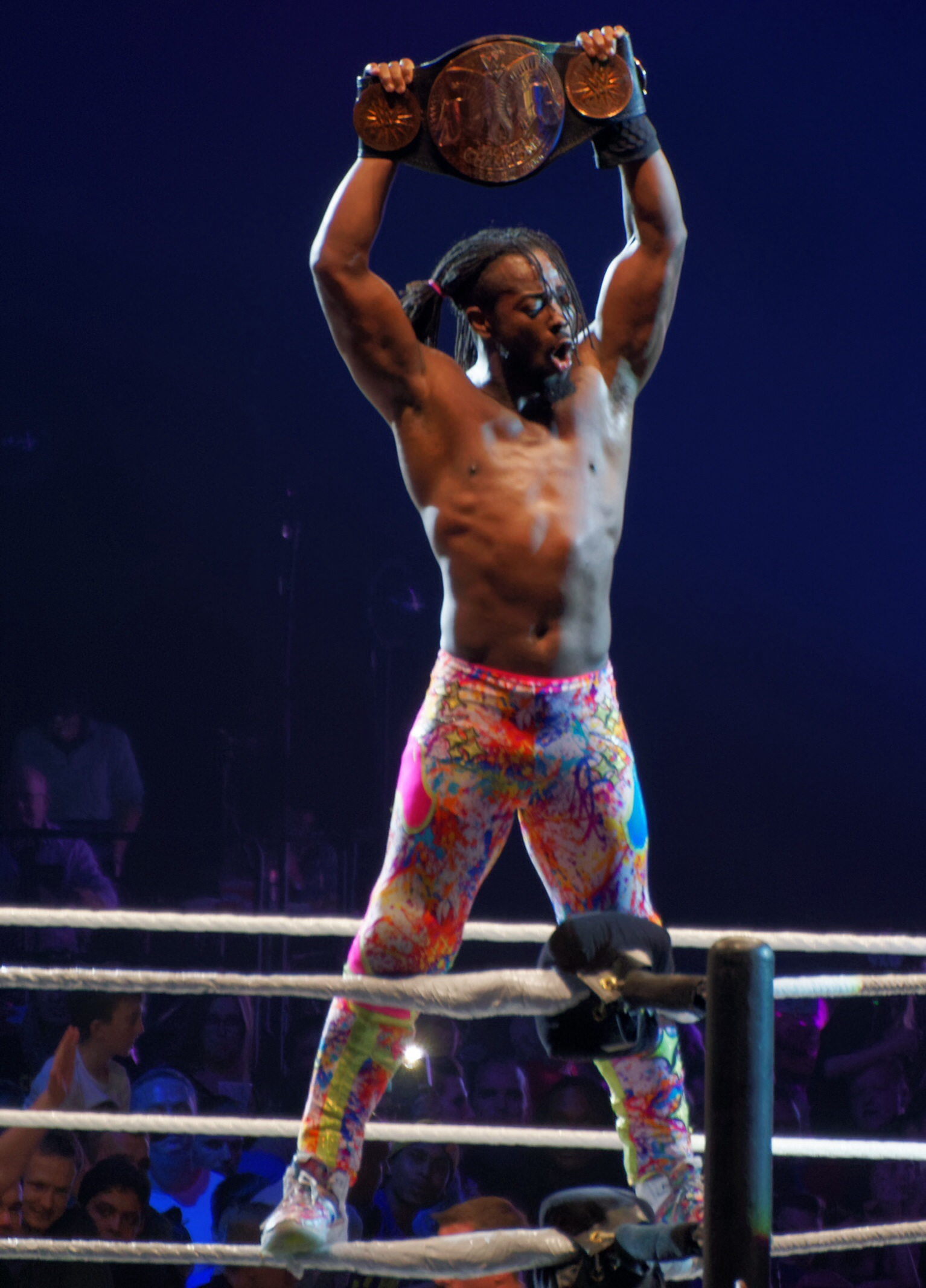
Kofi Kingston, najdłużej panujący mistrz (912 dni)

| Miejsce | Wrestler                         | Liczba panowań | Łączna liczba dni | Łączna liczba dni według WWE |
| ------- | -------------------------------- | -------------- | ----------------- | ---------------------------- |
| 1       | Kofi Kingston                    | 7              | 984               | 982                          |
| 2       | Xavier Woods                     | 5              | 699               | 699                          |
| 3       | Jey Uso                          | 4              | 582               | 581                          |
| 4       | Jimmy Uso                        | 3              | 573               | 572                          |
| 5       | John Morrison/Johnny Nitro       | 4              | 541               | 529                          |
| 6       | Big E                            | 2              | 532               | 532                          |
| 7       | The Miz                          | 5              | 443               | 438                          |
| 8       | Finn Bálor †                     | 4              | 414+              | 413+                         |
| 9       | Paul London                      | 2              | 394               | 395                          |
| 10      | Primo                            | 2              | 386               | 382                          |
| 11      | Seth Rollins                     | 6              | 343               | 340                          |
| 12      | Brian Kendrick                   | 1              | 331               | 333                          |
| 13      | Cesaro                           | 5              | 301               | 298                          |
| 14      | Joey Mercury                     | 3              | 291               | 283                          |
| 15      | Carlito                          | 1              | 280               | 274                          |
| 16      | Kane                             | 2              | 279               | 275                          |
| 17      | Shelton Benjamin                 | 3              | 265               | 260                          |
| 18      | Big Show                         | 3              | 251               | 245                          |
| 19      | Daniel Bryan                     | 1              | 245               | 245                          |
| 20      | Sheamus                          | 4              | 238               | 236                          |
| 21      | Charlie Haas                     | 3              | 236               | 231                          |
| 22      | Angelo Dawkins                   | 1              | 224               | 223                          |
| 22      | Montez Ford                      | 1              | 224               | 223                          |
| 24      | Erik                             | 2              | 222               | 221                          |
| 24      | Ivar                             | 2              | 222               | 221                          |
| 26      | Matt Hardy                       | 3              | 219               | 219                          |
| 26      | R-Truth                          | 2              | 219               | 218                          |
| 28      | Randy Orton                      | 2              | 216               | 216                          |
| 28      | Riddle                           | 2              | 216               | 216                          |
| 30      | Eddie Guerrero                   | 4              | 215               | 218                          |
| 31      | Cody Rhodes/Stardust             | 4              | 211               | 210                          |
| 32      | Tyson Kidd                       | 2              | 209               | 207                          |
| 33      | Damian Priest                    | 2              | 208               | 207                          |
| 34      | JD McDonagh †                    | 2              | 206+              | 206+                         |
| 35      | Chris Jericho                    | 2              | 168               | 167                          |
| 36      | Goldust                          | 2              | 167               | 168                          |
| 37      | Kevin Owens                      | 1              | 154               | 153                          |
| 37      | Sami Zayn                        | 1              | 154               | 153                          |
| 39      | Roman Reigns                     | 1              | 148               | 148                          |
| 40      | David Hart Smith                 | 1              | 146               | 145                          |
| 40      | Evan Bourne                      | 1              | 146               | 145                          |
| 42      | Danny Basham                     | 2              | 145               | 141                          |
| 42      | Basham                           | 2              | 145               | 141                          |
| 44      | Curtis Axel/Michael McGillicutty | 2              | 141               | 140                          |
| 45      | AJ Styles                        | 1              | 133               | 132                          |
| 45      | Deuce                            | 1              | 133               | 133                          |
| 45      | Domino                           | 1              | 133               | 133                          |
| 45      | Omos                             | 1              | 133               | 132                          |
| 49      | Curt Hawkins                     | 2              | 127               | 131                          |
| 49      | Zack Ryder                       | 2              | 127               | 131                          |
| 51      | Chad Gable                       | 2              | 119               | 119                          |
| 52      | Rey Mysterio                     | 4              | 118               | 115                          |
| 53      | Chavo Guerrero                   | 2              | 114               | 114                          |
| 54      | Epico                            | 1              | 106               | 106                          |
| 55      | Dash Wilder                      | 2              | 104               | 103                          |
| 55      | Scott Dawson                     | 2              | 104               | 103                          |
| 57      | Heath Slater                     | 3              | 100               | 99                           |
| 57      | Justin Gabriel                   | 3              | 100               | 99                           |
| 59      | Animal                           | 1              | 93                | 94                           |
| 59      | Heidenreich                      | 1              | 93                | 94                           |
| 61      | Bobby Roode/Robert Roode         | 2              | 92                | 92                           |
| 61      | David Otunga                     | 2              | 92                | 92                           |
| 61      | Dean Ambrose                     | 2              | 92                | 92                           |
| 64      | Kenzo Suzuki                     | 1              | 91                | 90                           |
| 64      | René Duprée                      | 1              | 91                | 90                           |
| 66      | Cedric Alexander                 | 1              | 85                | 84                           |
| 67      | Drew McIntyre                    | 2              | 84                | 83                           |
| 67      | Karl Anderson                    | 2              | 84                | 85                           |
| 67      | Luke Gallows                     | 2              | 84                | 85                           |
| 70      | Bray Wyatt                       | 1              | 79                | 79                           |
| 71      | Dolph Ziggler                    | 2              | 78                | 78                           |
| 72      | Montel Vontavious Porter         | 1              | 77                | 77                           |
| 72      | Rikishi                          | 1              | 77                | 76                           |
| 72      | Scotty 2 Hotty                   | 1              | 77                | 76                           |
| 75      | Santino Marella                  | 1              | 76                | 76                           |
| 75      | Vladimir Kozlov                  | 1              | 76                | 76                           |
| 77      | Darren Young                     | 1              | 70                | 70                           |
| 77      | Titus O’Neil                     | 1              | 70                | 70                           |
| 79      | Billy Kidman                     | 1              | 63                | 62                           |
| 79      | Jeff Hardy                       | 1              | 63                | 63                           |
| 81      | Shawn Michaels                   | 1              | 57                | 57                           |
| 81      | Triple H                         | 1              | 57                | 57                           |
| 83      | Otis                             | 1              | 56                | 56                           |
| 83      | Rico                             | 1              | 56                | 55                           |
| 85      | Bo Dallas                        | 1              | 50                | 50                           |
| 86      | Tajiri                           | 1              | 44                | 45                           |
| 87      | Buddy Murphy/Murphy              | 1              | 42                | 41                           |
| 88      | Edge                             | 2              | 40                | 36                           |
| 89      | Billy Gunn                       | 1              | 36                | 36                           |
| 89      | Damien Mizdow                    | 1              | 36                | 36                           |
| 89      | Road Dogg                        | 1              | 36                | 36                           |
| 92      | Akam                             | 1              | 35                | 34                           |
| 92      | Rezar                            | 1              | 35                | 34                           |
| 92      | Rob Van Dam                      | 1              | 35                | 34                           |
| 95      | Jason Jordan                     | 1              | 34                | 33                           |
| 96      | Braun Strowman                   | 2              | 28                | 26                           |
| 97      | Bubba Ray Dudley                 | 1              | 21                | 20                           |
| 97      | D-Von Dudley                     | 1              | 21                | 20                           |
| 99      | Chris Benoit                     | 1              | 16                | 17                           |
| 99      | Kurt Angle                       | 1              | 16                | 17                           |
| 101     | Batista                          | 1              | 14                | 13                           |
| 102     | John Cena                        | 2              | 1                 | <1                           |
| 102     | Nicholas                         | 1              | 1                 | <1                           |